# 2002-es MTV Movie Awards
A 2002-es MTV Movie Awards díjátadó ünnepségét 2002. június 1-jén tartották a kaliforniai Shrine Auditorium-ben, a házigazda Jack Black és Sarah Michelle Gellar volt. A műsort az MTV csatorna közvetítette.

## Díjazottak és jelöltek
A nyertesek a táblázat első sorában, félkövérrel vannak jelölve.
| Legjobb film | Leghumorosabb alakítás |
| --- | --- |
| - A Gyűrűk Ura: A Gyűrű Szövetsége - A Sólyom végveszélyben - Halálos iramban - Doktor Szöszi - Shrek | - Reese Witherspoon – Doktor Szöszi - Eddie Murphy – Shrek - Mike Myers – Shrek - Seann William Scott – Amerikai pite 2. - Chris Tucker – Csúcsformában 2. |
| Legjobb színész | Legjobb színésznő |
| - Will Smith – Ali - Russell Crowe – Egy csodálatos elme - Vin Diesel – Halálos iramban - Josh Hartnett – Pearl Harbor – Égi háború - Elijah Wood – A Gyűrűk Ura: A Gyűrű Szövetsége                                                                                                  | - Nicole Kidman – Moulin Rouge! - Kate Beckinsale – Pearl Harbor – Égi háború - Halle Berry – Szörnyek keringője - Angelina Jolie – Lara Croft: Tomb Raider - Reese Witherspoon – Doktor Szöszi |
| Legjobb ruha | Legjobb gonosz |
| - Reese Witherspoon – Doktor Szöszi - Britney Spears – Álmok útján - Thora Birch – Tétova tinédzserek - George Clooney – Ocean’s Eleven – Tripla vagy semmi - Will Ferrell – Zoolander, a trendkívüli - Ben Stiller – Zoolander, a trendkívüli                                        | - Denzel Washington – Kiképzés - Aaliyah – A kárhozottak királynője - Christopher Lee – A Gyűrűk Ura: A Gyűrű Szövetsége - Tim Roth – A majmok bolygója - Zhang Ziyi – Csúcsformában 2. |
| Legjobb csók | Legjobb harc |
| - Jason Biggs és Seann William Scott – Amerikai pite 2. - Nicole Kidman és Ewan McGregor – Moulin Rouge! - Mia Kirshner és Beverly Polcyn – Már megint egy dilis amcsi film - Heath Ledger és Shannyn Sossamon – Lovagregény - Renée Zellweger és Colin Firth – Bridget Jones naplója | - Jackie Chan és Chris Tucker vs. hong kong-i banda – Csúcsformában 2. - Angelina Jolie vs. robot – Lara Croft: Tomb Raider - Christopher Lee vs. Ian McKellen – A Gyűrűk Ura: A Gyűrű Szövetsége - Jet Li vs. önmaga – Az egyetlen |
| Legjobb zenés pillanat | Legjobb csapat |
| - "Elephant Love Medley" – Moulin Rouge! - "Golden Years" – Lovagregény - "Don't Stop 'Til You Get Enough" – Csúcsformában 2. - "Sparkling Diamonds" – Moulin Rouge! | - Vin Diesel és Paul Walker – Halálos iramban - Casey Affleck, Scott Caan, Don Cheadle, George Clooney, Matt Damon, Elliott Gould, Eddie Jemison, Bernie Mac, Brad Pitt, Shaobo Qin és Carl Reiner – Ocean’s Eleven – Tripla vagy semmi - Jackie Chan és Chris Tucker – Csúcsformában 2. - Cameron Diaz, Eddie Murphy és Mike Myers – Shrek - Ben Stiller és Owen Wilson – Zoolander, a trendkívüli |
| Áttörő előadást nyújtó színész | Áttörő előadást nyújtó színésznő |
| - Orlando Bloom – A Gyűrűk Ura: A Gyűrű Szövetsége - DMX – Sebhelyek - Colin Hanks - Narancsvidék - Daniel Radcliffe - Harry Potter és a bölcsek köve - Paul Walker - Halálos iramban                                                                                                 | - Mandy Moore – Séta a múltba - Britney Spears – Álmok útján - Penélope Cruz – Betépve - Anne Hathaway – Neveletlen hercegnő - Shannyn Sossamon - Lovagregény |
| Legjobb akciójelenet | Legjobb egysoros |
| - Pearl Harbor – Égi háború - A sólyom végveszélyben - Halálos iramban - A Gyűrűk Ura: A Gyűrű Szövetsége | - Reese Witherspoon – Doktor Szöszi - Denzel Washington – Kiképzés - Jaime Pressly – Már megint egy dilis amcsi film - Ben Stiller – Zoolander, a trendkívüli - Thora Birch – Tétova tinédzserek - Jason Biggs – Amerikai pite 2. |
| Legjobb cameo | Legjobb új filmkészítú |
| - Snoop Dogg – Kiképzés - Charlton Heston – A majmok bolygója - David Bowie – Zoolander, a trendkívüli - Dustin Diamond – Pofozó pénzmosók - Kylie Minogue – Moulin Rouge! - Molly Ringwald – Már megint egy dilis amcsi film                                                         | - Christopher Nolan – Memento |